# Rinchen Terzö
Rinchen Terzö, vertaald (Grote) Schat van de herontdekte leren, is de belangrijkste en omvangrijkste verzameling van Tibetaanse termaliteratuur. Het werk behoort tot de als Vijf grote schatten (mdzod chen lnga) bekendstaande werken van de Jamgon Kongtrül-tulku Lodrö Thaye (1813-1899).
De Rinchen Terzö bevat vooral terma's uit de nyingmaschool in het Tibetaans boeddhisme van meesters als Padmasambhava, Vimalamitra en Vairotsana en hun intiemste studenten. Het werk omvat inmiddels de termatradities van de Choggyur Lingpa (1829-1870), Lodrö Thaye (1813-1899) en Jamyang Khyentse Wangpo (1820-1893). Het bevat ook leringen van de bönreligie en de karmatraditie.
De eerste Rinchen Terzö werd in 1875 in het Oost-Tibetaanse klooster Palpung gedrukt en omvatte 60 of 61 delen. De tweede druk werd door de vijftiende karmapa (1871-1922) doorgevoerd in het klooster Tsurphu en had een omvang van 63 delen. In 1976 liet Dilgo Khyentse een volgende uitgave van de Rinchen Terzö drukken in Paro in Bhutan die 111 delen omvat.